# Kentare
Kentare è una circoscrizione rurale (rural ward) della Tanzania situata nel distretto di Tarime, regione del Mara. Conta una popolazione di 9 475 abitanti (censimento 2012).